# Turpanlaagte

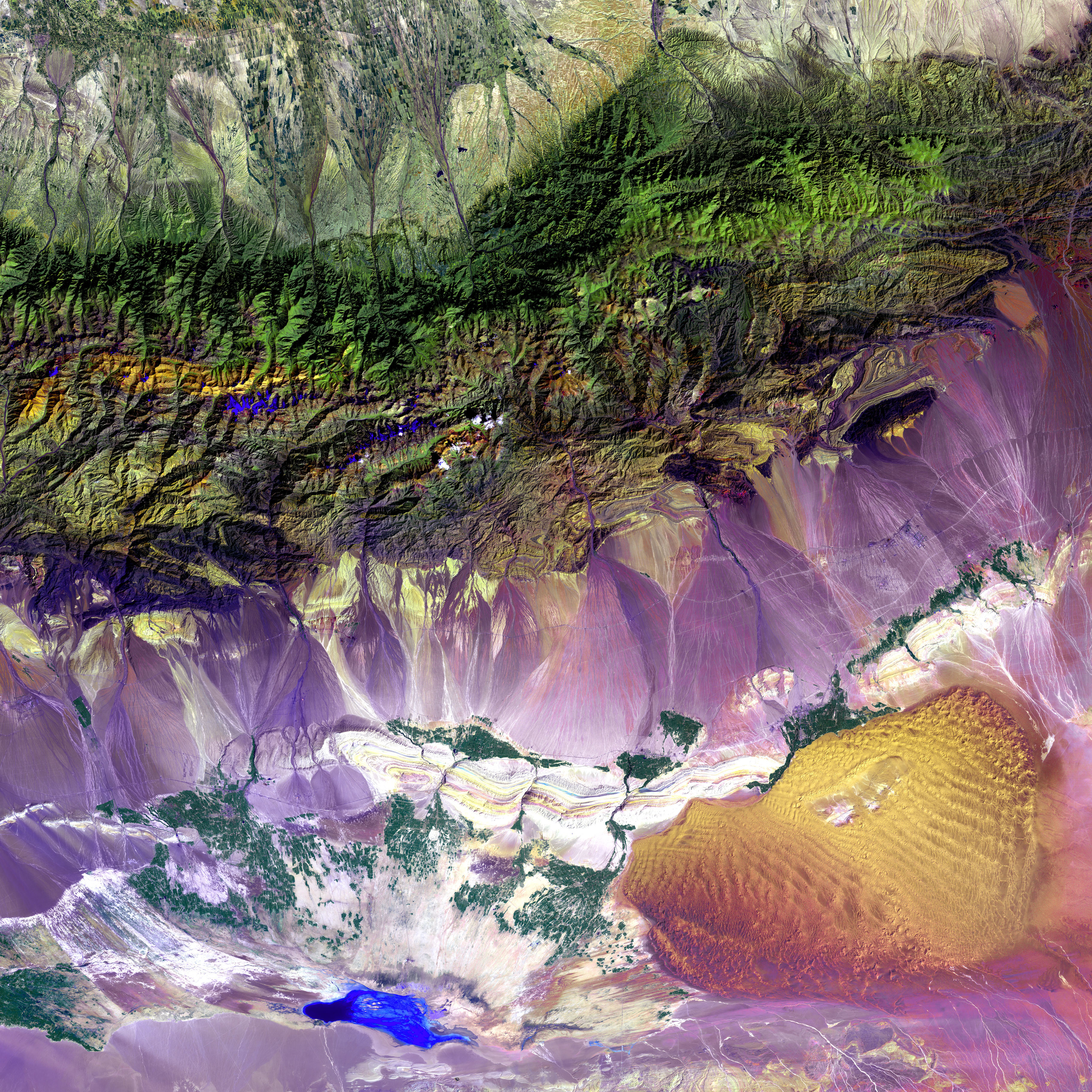
De Turpanlaagte, ten zuiden van de Bogda Shan. Satellietfoto met valse kleuren. Duidelijk zichtbaar zijn de oases en het Ayding-meer; de lichtgekleurde formaties ten noordwesten van de grote zandvlakte zijn de Vlammende Bergen.

De Turpanlaagte (ook: Turpandepressie, Chinees: 吐魯番盆地, Pinyin: Tǔlǔfán Péndì; Oeigoers: تۇرپان ئويمانليغى, Turpan Oymanliƣi) is een depressie gelegen rondom en ten zuiden van de oasestad Turpan, in de autonome regio Xinjiang in het verre westen van de Volksrepubliek China, ongeveer 150 kilometer ten zuidoosten van de regionale hoofdstad Ürümqi. Het omvat het op twee na laagste punt op het aardoppervlak (het Aydingmeer, 154 meter onder de zeespiegel) na de Dode Zee en het Assalmeer (Djibouti). Volgens sommige metingen zou het ook het heetste en droogste gebied van China zijn.

## Geologie
De Turpanlaagte is een door breuken begrensde slenk in het oostelijke deel van de Tian Shan. Het beslaat een oppervlakte van 50.000 km². De omliggende bergen zijn: de centrale Tian Shan in het westen, de Bogda Shan in het noordwesten, de Haerlike Shan in het noordwesten, en de Jueluotage Shan in het zuiden. Achter de omliggende bergketens liggen Dzjoengarije in het noorden en het Tarimbekken in het zuiden.
Sommige geografen gebruiken ook de term Turpan-Hami-bassin, die wordt gezien als een van de Turpanlaagte samen met de oostelijke Hami-laagte (ten zuidwesten van de stad Hami), gescheiden door de Liaodong-hoogte. Een bron met deze terminologie geeft de oppervlakte van de Turpanlaagte als 28.600 km², dat van de Hami-laagte als 19.300 km², en voor het hele Turpan-Hami-bassin als 48.000 km².

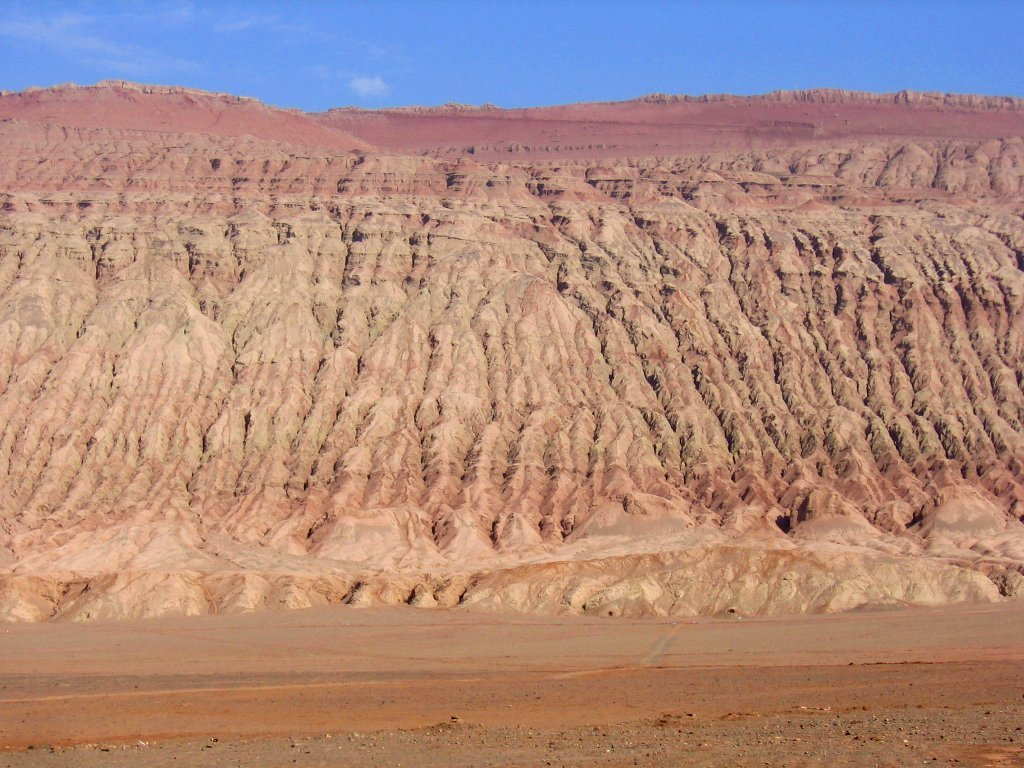
De Vlammende Bergen

De Turpanlaagte vormde zich in een shear zone tijdens de Late Perm als gevolg van beweging tussen het Oost-Europees en het Siberisch Kraton. Vervolgens werd ze in het Cenozoïcum vervormd door de botsing van de Indische en Euraziatische platen. Bij deze laatste vervorming werd in het midden van het bassin een van oost naar west lopende opschuiving, de Vlammende Bergen (Chinees: Huǒ yàn shān, Oeigoers: Yalqun tagh) opgericht. De Vlammende Bergen zijn 98 km lang en 9 km breed; de hoogste piek bereikt een hoogte van 831,7 m boven zeeniveau. Nabij Turpan bevindt zich de vulkaan Bishbalik.

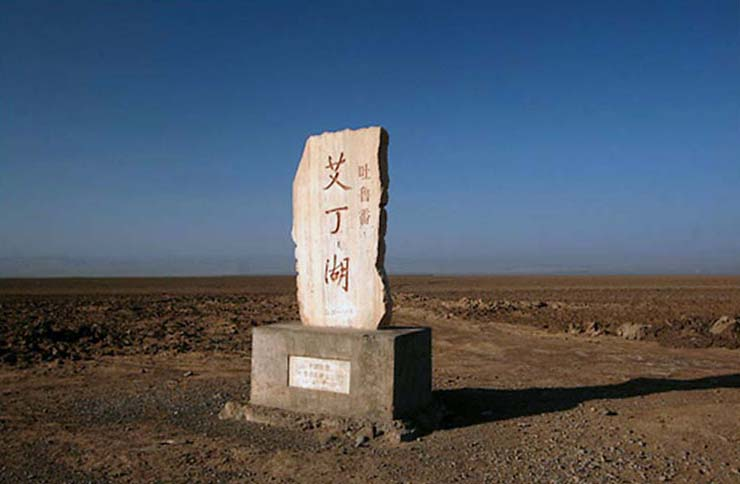
Gedenksteen aan de oever van het Ayding-meer

Eveneens in het midden van het bassin ligt het in de zomer droogstaande Ayding-zoutmeer (Ayding kol, "Maanlicht-meer") op een hoogte van 154,5 m onder de zeespiegel. De oevers vormen de op twee na laagste landoppervlakte van de aarde, na de Dode Zee (meer dan 400 m onder de zeespiegel), en het Assalmeer (155 m onder de zeespiegel).
Aan de zuidwestelijke rand van de Turpanlaagte, ongeveer 35 km (22 mijl) ten zuidwesten van Turpan bevindt zich de Shihongtan uranium-mijn.

## Klimaat
De Turpanlaagte heeft een hard, continentaal woestijnklimaat waarin de neerslag veel lager is dan de potentiële verdamping. In Turpan is juli de warmste maand met een 24-uurs gemiddelde temperatuur van 32,2 °C, en januari de koudste met een 24-uurs gemiddelde temperatuur van -7,6 °C. De maandelijkse regenval is het hoogst in juni met 2,9 mm, en het laagst in februari en april met 0,5 mm. De gemiddelde jaarlijkse neerslag is slechts 15,7 mm, op gemiddeld slechts 13 dagen per jaar. Daarentegen bereikt de jaarlijkse potentiële verdamping 3.000 mm.

## Vegetatie en landbouw

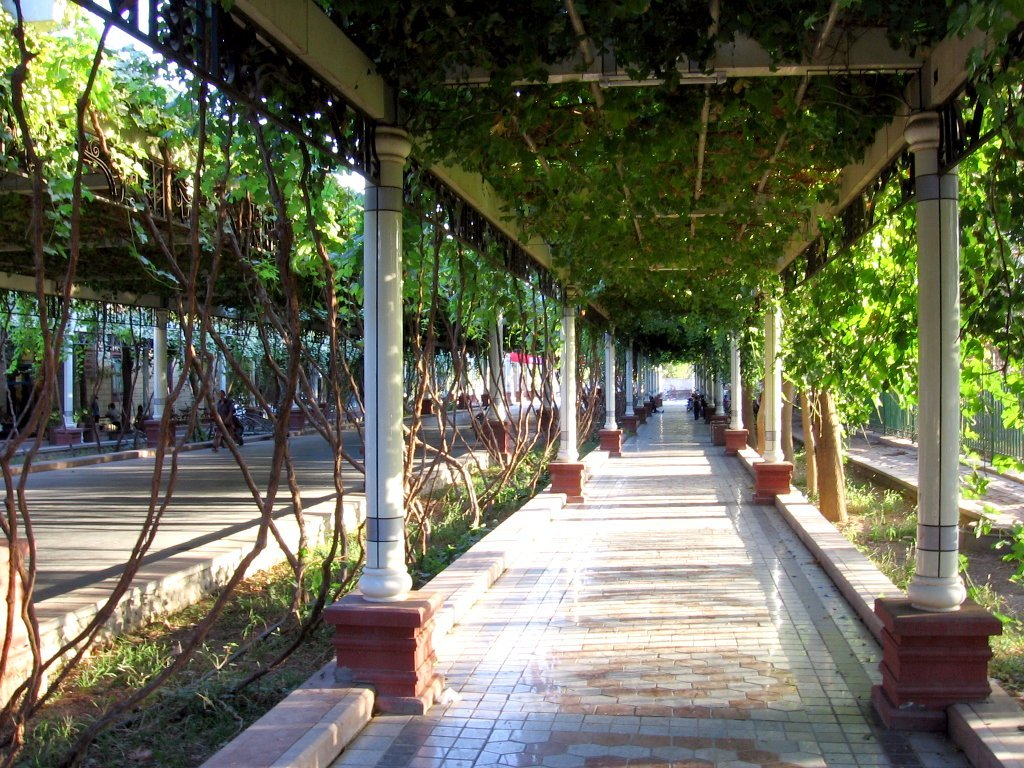
Druiventeelt in Turpan

Aan de oevers van het Ayding-meer zijn riet, Tamarinde, Haloxylon, evenals andere struiken en kruiden te vinden. Uit de buurt van oppervlaktewater is de Turpanlaagte vegetatieloos. Bijgevolg is de landbouw beperkt tot oases en afhankelijk van een geavanceerd irrigatiesysteem bekend als het karez-systeem. Het irrigatiewater komt uit de omliggende bergketens, met name van het jaarlijkse smelten van de sneeuw. Het meer dan 2000 jaar oude karez-systeem bestaat uit putten, ondergrondse en open kanalen, en kleine reservoirs, die de natuurlijke helling van het terrein gebruiken om de waterstroom naar de planten te geleiden, en het verlies door verdamping te minimaliseren. Het aantal kanalen is bijna 1000 met een totale lengte van ongeveer 5000 km. De recente grondwaterwinning door bronboringen heeft geleid tot een algemene daling van de grondwaterspiegel, en het opdrogen van vele karez-systemen.
De landbouw in de Turpanlaagte is vooral beroemd om zijn fruit. Door de droge en warme omstandigheden bevatten de vruchten zeer hoge concentraties suiker. Ze worden traditioneel verwerkt door drogen in open droogschuren. Gekweekt worden moerbei, perzik, abrikoos, appel, granaatappel, peer, vijg, walnoot, evenals druiven, watermeloenen en meloenen. Meer dan 100 druiven-variëteiten worden in het gebied geteeld, welke goed is voor 90% van China's pitloze druiventeelt. Andere agrarische kwaliteitsproducten uit de regio zijn de Donghu Hami-meloenen en Amerikaanse katoen.

## Geschiedenis

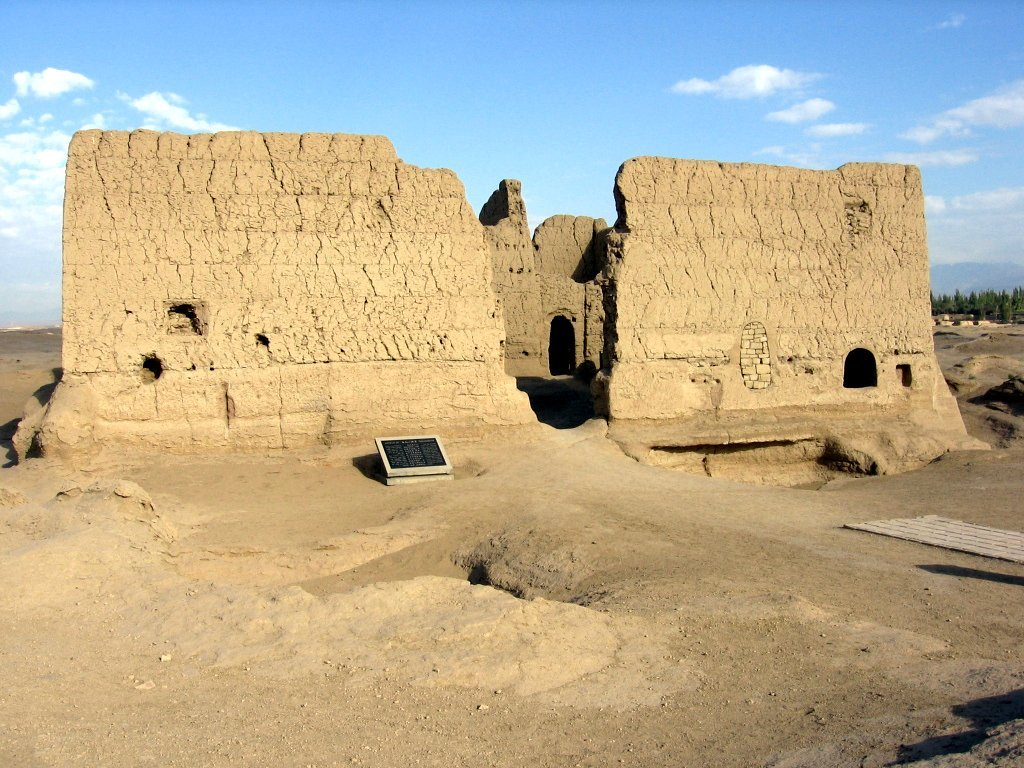
Ruïnes van Jiaohe, de hoofdstad van de Gushi nabij Turpan

Vondsten van oude graven tonen dat omstreeks 1300 v.Chr. mensen van een Europees type tot in Hami doorgedrongen waren, waar ze zich bij de oorspronkelijke Oost-aziatische bevolking voegden, welke verwant was aan de mensen van de oostelijke Gansu-corridor. Deze immigranten tonen overeenkomsten met de vondsten uit het midden van het 3e millennium v.Chr. van Xemirxek (Chemurchek, Shamirshak, Qiemu'erqieke) nabij Altay (China) en worden in verband gebracht met de Indo-Europese Tocharen.
Vanaf het 2e millennium v.Chr. woonde hier het Tochaarse volk van de Gushi, mogelijk een deelstam van de Yuezhi. 

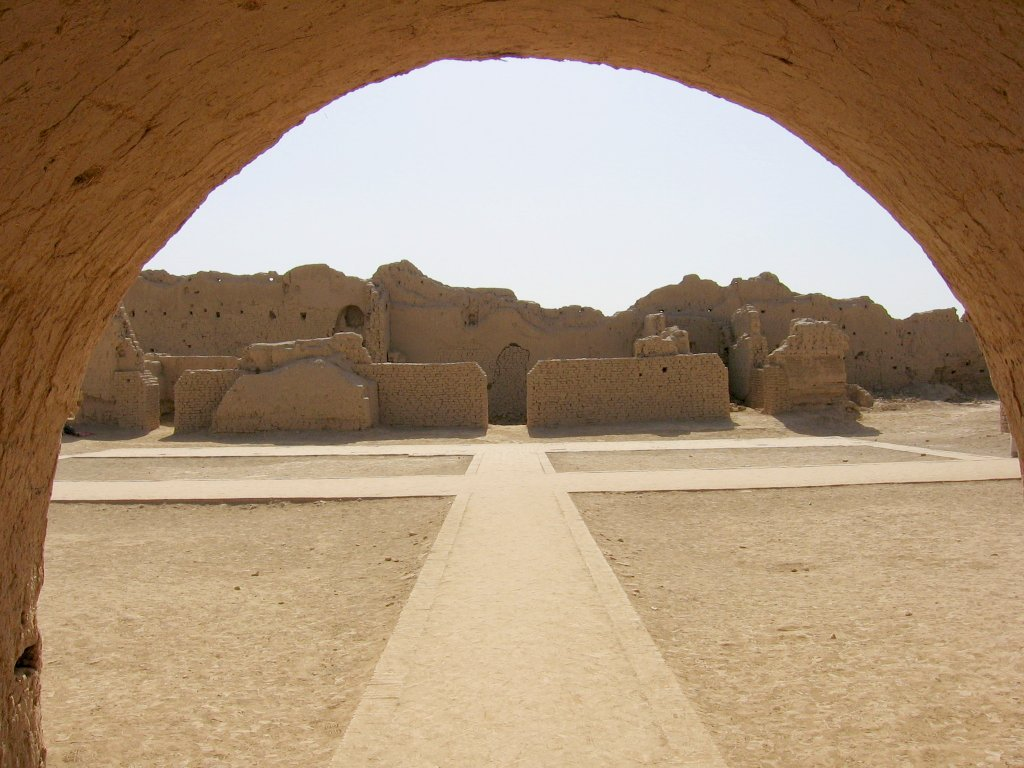
De ruïnes van Qara-hoja

De oude stad Gaochang (Qara-hoja) was een belangrijk punt op de zijderoute uit de 1e eeuw v.Chr. Ze werd tijdens oorlogen in de 14e eeuw geplunderd en verlaten. De Duizend Boeddha's-grotten van Bezeklik, in het Mutou-dal van de Vlammende Bergen ongeveer 30 km ten oosten van de stad Turpan, zijn in de rotsen uitgehouwen tijdens het koninkrijk van Qara-hoja van de 10e tot 13e eeuw. De grotten zijn beroemd om hun muurschilderingen, die nog steeds in ongeveer 40 van de 77 bekende grotten te vinden zijn. Het woestijnklimaat heeft het behoud begunstigd van de graftombes van Astana, gelegen op ongeveer 6 km van Qara-hoja. De tombes zijn de begraafplaats voor edelen, ambtenaren en anderen die daar van de Jin-dynastie tot het midden van de Tang-dynastie werden begraven.